# Grigore Ureche
Grigore Ureche (asi 1590–1647) byl moldavský kronikář. Pocházel ze šlechtické rodiny, žijící v emigraci v Polsku, po návratu zastával různé vysoké úřady v Moldavsku. Jeho nejdůležitější spis se jmenuje Letopisețul Țării Moldovei (Kroniky země moldavské) a pokrývá časové období asi 1359-1594. Byl jedním z prvních moldavsky píšících autorů (moldavští a rumunští autoři té doby dávali přednost staroslověnštině) a zároveň zakladatelem teorie o římském původu Rumunů a Moldavanů.